# Alexandre Razborov
Alexandre Alexandrovitch Razborov (russe : Алекса́ндр Алекса́ндрович Разбо́ров, né le 16 février 1963), connu aussi sous le nom de Sacha Razborov, est un mathématicien et un informaticien théoricien soviétique et russe. Il est le lauréat du prix Nevanlinna en 1990 pour son travail sur la théorie de la complexité, et en 2007 du prix Gödel avec Steven Rudich pour leur article « Natural proofs ».

## Biographie
Son directeur de thèse est Sergueï Adian.
Razborov devient en 2009 Andrew MacLeish (en) Distinguished Service Professor au département informatique de l'université de Chicago.

## Prix et distinctions
Il est élu le 26 mai 2000 membre correspondant de l'Académie des sciences de Russie.
Son nombre d'Erdős est 2.
En 2010 il est Gödel Lecturer avec une conférence intitulée Complexity of Propositional Proofs.
En 2013, il reçoit le prix Robbins pour son article « On the minimal density of triangles in graphs ».

## Travaux
Son travail le plus connu, en collaboration avec Steven Rudich, est l'introduction de la notion de preuve naturelle (natural proofs), une classe de stratégies permettant de prouver des bornes inférieures dans la théorie de la complexité des algorithmes. En particulier Razborov et Rudich ont montré que sous l'hypothèse que certaines fonctions à sens unique existent, de telles preuves ne permettent pas de résoudre le problème P = NP, qui nécessiterait alors de nouvelles techniques.